# Эдвардс, Майкл (писатель)
Майкл Эдвардс (англ. Michael Edwards; род. 29 апреля 1938, Лондон) — британский и французский поэт, литературный критик, член Французской академии с 2013 года.

## Биография
Родился 29 апреля 1938 года в лондонском районе Барнс (боро Ричмонд-апон-Темс), в школе начал учить французский язык, занимался им также позднее в Кембриджском университете, продолжил образование во Франции. Поэт и литературный критик, публиковался на двух языках, но со временем чаще — на французском. Женился на француженке, получил французское гражданство.
Специалист по Шекспиру, Расину (написал о нём диссертацию, прожив во Франции с 1961 по 1965 год) и Рембо. В 1989—1990 годах — доцент Университета Париж XII Валь-де-Марн, в 1998 году — приглашённый профессор Высшей нормальной школы. До 2002 года преподавал в Уорикском университете английский и французский языки, а также читал курс сравнительного литературоведения. Профессор Коллеж де Франс, с 2002 по 2008 год заведовал кафедрой литературного творчества на английском языке. В 1973 году основал журнал Prospice, постоянный автор британского издания The Times Literary Supplement, в своих статьях исследует связи между английской и французской поэзией.

21 февраля 2013 года в третьем туре голосования избран во Французскую академию 16 голосами из 28 и занял кресло № 31, остававшееся вакантным после смерти Жана Дютура.